# Jamel Thomas
Jamel Thomas (Brooklyn, New York, 19. srpnja 1976.) je američki profesionalni košarkaš. Igra na poziciji niskog krila, a trenutačno je bez kluba.
Igrao je na sveučilištu Providence. Nakon što je maturirao 1999., kao nedraftiran igrač potpisuje za Boston Celticse (ukupno je odigrao 3 utakmice), a kasnije za Golden State Warriorse. U sezoni 2000./01. potpisuje za New Jersey Netse (ukupno odigrao 5 utakmica) i prosječno za 8.5 minuta provedenih na parketu postizao 2.6 koša i 1.8 skokova. Po dvije sezone je proveo u ABA ligi i CBA ligi. Prvo u New York Netsima, a kasnije u Jersey Expressu. Početkom 2006. seli se u Europu, a igrao je u Turskoj, Grčkoj i Italiji. Sezonu 2006./2007. proveo je u turskom Beşiktaşu i talijanskoj Angelico Bielli. Sezonu 2007./2008. proveo je u talijanskom Napoliju. 
Thomas je poznat kao polubrat razigravača Minnesota Timberwolvesa Sebastiana Telfaira. U svojoj autobiografiji "The Beautiful Struggle" (Prekrasna bitka) dotaknuo se i NBA zvijezde, rođaka Stephona Marburya o kojem nema visoko mišljenje te tvrdi da ga je ovaj iznevjerio u više navrata.

## Vanjske poveznice
- Profil na NBA.com
- NBA statistika @ basketballreference.com